# Schloss-Realschule für Mädchen
Die Schloss-Realschule für Mädchen ist die einzige öffentliche Mädchen-Realschule in Stuttgart bzw. sogar ganz Baden-Württemberg. 
Die Schloss-Realschule für Mädchen liegt im Stuttgarter Westen in unmittelbarer Nähe der Stadtbahnhaltestelle Berliner Platz. Die Schule wird derzeit von etwa 320 Schülerinnen besucht.

## Geschichte
Die „städtische Mädchenmittelschule“ wurde im April 1860 mit 151 Schülerinnen im Alter von 6 bis 12 Jahren eingeweiht. Fünf Jahre später (1865) wurden aus den ersten Schülerinnen bereits acht Jahrgangsklassen. 1867 wurde die Schule in einigen Jahrgangsstufen zweizügig. 14 Jahre nach der Gründung wurde im Mai 1874 das neue Mittelschulgebäude eingeweiht. Die 763 Schülerinnen zogen in die 26 Klassenzimmer ein. Damals standen auf dem heutigen Schulgelände noch zwei Gebäude, die architektonisch völlig identisch waren. Das eine Gebäude diente den Jungen der Bürgerschule als Schulgebäude, das andere war die Mädchenrealschule. Im Zweiten Weltkrieg wurde das Gebäude der Jungenschule komplett zerstört. Das Gebäude der Mädchenmittelschule trug schwere Schäden davon, die durch Brände noch verschlimmert wurden. 
Die Schloss-Realschule für Jungen kam in der Breitscheidstraße unter. Heute beherbergt diese Schule eine gemischte Realschule. Die Schloss-Realschule für Mädchen konnte im Jahr 2010 ihr 150-jähriges Bestehen mit einem großen Festakt feiern, an dem unter anderem die damalige Kultusministerin Marion Schick eine Rede hielt.

## Kooperation
Die Schloss-Realschule für Mädchen kooperiert mit der Stuttgarter Musikschule. Im Jahr 2007 wurde das Projekt der Bläserklassen ins Leben gerufen. In der 5. und 6. Jahrgangsstufe können die Mädchen innerhalb des Stundenplans ein Blasinstrument erlernen. Die Schülerinnen erhalten Unterricht in ihrem Musikinstrument an der Musikschule und üben im Musikunterricht an der Schule das Zusammenspiel im Klassenorchester.

## Arbeitsgemeinschaften
Die Schülerinnen haben in jeder Klassenstufe verschiedene Arbeitsgemeinschaften zur Auswahl.
- Hausaufgaben AG
- Theater AG
- Garten AG
- Kreativ-AG